# 1930 في لبنان
فيما يلي قوائم الأحداث التي وقعت خلال عام 1930 في لبنان.

## سياسة

### انتهاء فترة المنصب
- 25 مارس – إميل إده رئيس وزراء لبنان.

## مواليد

### يناير
- 1 يناير – درية فاخوري
- 1 يناير – عدنان القصار سياسي لبناني.
- 1 يناير – فردوس المأمون صحفية وناشطة لبنانية..
- 1 يناير – مولي بوتير نفسانية من الولايات المتحدة الأمريكية.
- 15 يناير – خليل مكاوي
- ميشال جحا – كاتب لبناني.

### مارس
- 26 مارس – ثيودور الخوري

### يوليو
- 27 يوليو – موسى المعماري فنان ومعماري لُبناني اشتهر بعد بنائه قلعته الشهيرة التي سُميت على اسمه «قلعة موسى».

### أغسطس
- 13 أغسطس – كمال أبو لطيف عسكري ومحامي لبناني.

### سبتمبر
- 15 سبتمبر – جواهر

## وفيات

### مارس
- 17 مارس – فؤاد أرسلان (مواليد 1874) سياسي لبناني.

### يونيو
- 6 يونيو – داود قرم (مواليد 1852)

### أكتوبر
- 21 أكتوبر – إلياس فياض (مواليد 1872) عضو مجلس النواب اللبناني.